# Джафаров Сафтар Мамед огли
Сафтар Мамед огли Джафаров (нар. 1900, селище Піршагі, тепер у складі міста Баку, Азербайджан — 16 листопада 1961, місто Баку, тепер Азербайджан) — радянський діяч, голова Президії Верховної ради Азербайджанської РСР. Член Бюро ЦК КП Азербайджану в 1959—1961 роках. Член Центральної Ревізійної Комісії КПРС у 1961 році. Депутат Верховної ради Азербайджанської РСР 1—5-го скликань.

## Життєпис
Народився в червні 1900 року. Трудову діяльність розпочав у п'ятнадцятирічному віці робітником за наймом на підприємствах міста Баку.
Член РКП(б) з 1920 року.
У 1920—1932 роках — у Червоній армії. Служив військовим комісаром, командиром дивізії, військовим прокурором Азербайджанської дивізії.
У 1932—1935 роках — прокурор Азербайджанської РСР.
Одночасно у 1932—1935 роках — народний комісар юстиції Азербайджанської РСР.
Закінчив 5 курсів юридичного факультету Азербайджанського державного університету.
У 1935—1937 роках — уповноважений Народного комісаріату заготівель СРСР по Азербайджанській РСР.
У 1937 році — голова Центрального виконавчого комітету Нахічеванської АРСР.
Потім працював керуючим тресту «Аззаготбавовна».
До 1940 року — постійний представник Ради народних комісарів Азербайджанської РСР при Раді народних комісарів СРСР.
27 жовтня 1940 — 1947 року — народний комісар (міністр) землеробства Азербайджанської РСР.
У 1947—1957 роках — секретар Президії Верховної ради Азербайджанської РСР.
У 1957 — 26 листопада 1959 року — заступник голови Президії Верховної ради Азербайджанської РСР.
26 листопада 1959 — 18 листопада 1961 року — голова Президії Верховної ради Азербайджанської РСР.
Помер 18 листопада 1961 року в місті Баку. Похований в Баку на Алеї почесних поховань.

## Нагороди
- два ордени Леніна (.11.1943,)
- два ордени Трудового Червоного Прапора (27.04.1940,)
- медалі